# Ahmad Tukan
Ahmad Tukan, arab. ‏أحمد طوقان‎ (ur. 15 sierpnia 1903 w Nablusie, zm. 4 stycznia 1982 w Ammanie) – jordański polityk pochodzenia palestyńskiego, premier Jordanii od września do października 1970.

## Życiorys
Pracował w jordańskiej administracji państwowej. 26 września 1970, podczas wojny domowej między palestyńskimi oddziałami zbrojnymi i armią jordańską (Czarny Wrzesień), po ucieczce Muhammada Dawuda al-Abbasiego, został mianowany przez króla Husajna szefem przejściowego rządu. Mianowanie cywilnego polityka zamiast wojskowego miało dowodzić dobrej woli Husajna w stosunku do Palestyńczyków. Dzień po powołaniu rządu Tukana między królem a przewodzącym Organizacji Wyzwolenia Palestyny Jasirem Arafatem podpisany został rozejm, na mocy którego obie strony miały zwolnić jeńców, opuścić miasta i powstrzymać się od dalszych ataków. W rzeczywistości z zawieszenia broni korzyści uzyskała głównie przeważająca strona jordańska, zaś palestyńskim oddziałom umożliwił on jedynie przeniesienie się na północ Jordanii. Co więcej, 28 września 1970 zmarł prezydent Egiptu Gamal Abdel Naser, który był głównym orędownikiem obecności palestyńskich formacji w Jordanii. W kolejnych miesiącach wojska jordańskie odniosły decydujące zwycięstwa nad Palestyńczykami, wypierając ich z terytorium kraju. Niektóre zwycięstwa miały miejsce jeszcze w okresie urzędowania rządu Tukana, który zakończył pracę już 28 października 1970. Premierem został wtedy ponownie Wasfi at-Tall. Ahmad Tukan zmarł w 1982 po dłuższej chorobie.

## Rodzina
Brat Ibrahima i Fadwy Tukanów, poetów palestyńskich.